# Fritz Stefens
Fritz Stefens (* 27. Oktober 1948 in Papenburg) ist ein ehemaliger deutscher Fußballtorwart.

## Karriere
Stefens wechselte 1969 vom SV Meppen zum Bundesligisten Werder Bremen. Beim SV Werder war er hinter Günter Bernard die Nummer zwei im Tor, er absolvierte in zwei Spielzeiten sechs Bundesligaspiele. Anschließend kehrte er für ein Jahr nach Meppen zurück und schaffte mit dem Klub nach der Vizemeisterschaft in der Landesliga Niedersachsen 1971/72 in den Aufstiegsspielen gegen den ASV Bergedorf 85, den Blumenthaler SV und Schleswig 06 den Aufstieg in die Regionalliga Nord. Danach versuchte er sein Glück beim Ruhrgebietsverein Rot-Weiss Essen. Mit Essen stieg er in seiner ersten Saison 1972/73 aus der Regionalliga West in die Bundesliga auf. Unter Trainer Diethelm Ferner absolvierte er zwei weitere Bundesligaspiele. Danach schnürte Stefens noch die Schuhe in der 2. Bundesliga, zunächst für den 1. FC Mülheim (1974/75, 6 Spiele) und anschließend von 1975 bis 1978 für den Wuppertaler SV (33 Spiele).